# Coluro

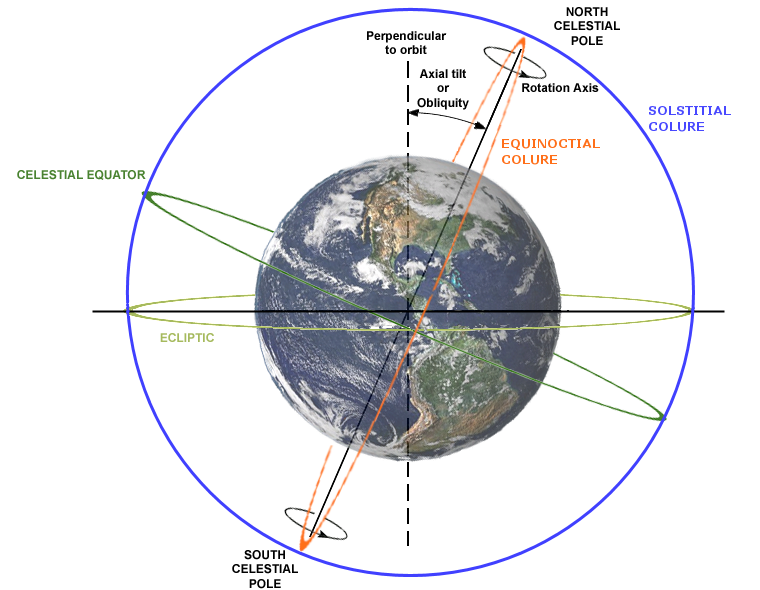
Coluro equinociais, coluro solsticiais.

Em Astronomia, coluro é um dos quatro meridianos principais do sistema de coordenadas equatoriais. São círculos máximos da esfera celeste que passam ou pelos equinócios ou pelos solstícios, sendo chamados coluros equinociais e solsticiais, respectivamente.